# Хи, Торнтон
Торнтон Фрэнсис Хи (англ. Thornton Francis Hee) (26 марта 1911 – 30 октября 1988) — американский аниматор, режиссёр и учитель. Он преподавал дизайн персонажей и карикатуру. Его почти всегда называли Т. Хи (англ. T. Hee).

## Карьера
Хи работал в Leon Schlesinger Productions с 1935 по 1936 год дизайнером персонажей. Он разработал дизайн множества карикатур на знаменитостей, использованных в мультфильмах «The CooCoo Nut Grove» (1936) и «The Woods Are Full of Cuckoos» (1937).
Хи присоединился к Walt Disney Animation Studios в 1938 году в качестве режиссёра, стилиста и карикатуриста. Он наиболее известен как режиссёр сегмента «Танец часов» в «Фантазии» (1940), сценами лиса Честного Джона и кота Гидеона в «Пиноккио» (1940), а также своей работой сценариста над фильмом с анимационными фрагментами «Несговорчивый дракон» (1941) фильмом «Победа через мощь в воздухе» (1943) и мультфильмом «Сыграй мою музыку» (1946).
Он покинул студию Диснея сразу после забастовки 1941 года, но возвращался дважды: сначала с 1942 по 1946 год, а затем снова с 1958 по 1961 год.
С 1951 по 1958 год он был аниматором в United Productions of America, а с 1961 по 1963 год работал в Terrytoons.
Хи был одним из сооснователей вместе с Джеком Ханной программы анимации персонажей в Калифорнийском институте искусств. Позже он занимал пост председателя Департамента киноискусства.